# André Bloch (Mathematiker)
André Bloch (* 20. November 1893 in Besançon; † 11. Oktober 1948 in Paris) war ein französischer Mathematiker, der durch seine Arbeiten zur Funktionentheorie bekannt wurde.

## Leben
André Blochs Eltern starben früh. Sein Vater war ein ursprünglich aus dem Elsass stammender Uhrmacher. Bloch hatte am Gymnasium glänzende Noten und bestand 1912 die Aufnahmeexamina für die École polytechnique in Paris gleichzeitig mit seinem ein Jahr jüngeren Bruder Georges. Er konnte aber nur etwa ein Jahr die Universität besuchen (wie sein Bruder musste er noch vor dem Krieg ein Jahr Militärdienst leisten), so dass seine Mathematikkenntnisse größtenteils autodidaktisch erworben wurden. 1914 wurde er als Unterleutnant der Artillerie eingezogen, aber nach wenigen Monaten nach einem Beinahe-Volltreffer in seinen Beobachtungsposten aus psychischen Gründen entlassen.
Nachdem er am 17. November 1917 beim Mahl im Kreis der Familie einen seiner Brüder (der 1917 nach einer Kopfverletzung, die ihn ein Auge kostete, ebenfalls aus dem Militär entlassen worden war), einen Onkel und eine Tante mit der Axt erschlagen hatte, ließ er sich ohne Widerstand verhaften und wurde in die Psychiatrie (Hôpital Saint Maurice, auch Maison de Charenton genannt) eingewiesen. Dort verbrachte er den Rest seines Lebens als mustergültiger Patient, der sich völlig der Mathematik widmete. Er war wegen seiner Höflichkeit bei den Pflegern beliebt, ging nicht wie die anderen im Park aus, sondern erholte sich nur beim Schachspiel. Er stand mit bedeutenden Analytikern wie Jacques Hadamard, Gösta Mittag-Leffler, George Pólya, Émile Picard, Paul Montel und Henri Cartan in Briefwechsel, die teilweise über sein besonderes Schicksal nicht Bescheid wussten. Während der Zeit der deutschen Besetzung entging er durch seine Zurückgezogenheit dem Schicksal vieler Juden im damaligen Frankreich (er publizierte während dieser Zeit unter dem Pseudonym Marcel Segond). Zu seinen seltenen Mathematikerbesuchern zählt Rolf Nevanlinna. Bloch starb in einem Krankenhaus, in dem er wegen Leukämie operiert werden sollte.

## Werk
André Bloch ist vor allem für den Satz von Bloch bekannt. In diesem Zusammenhang wird auch die Blochsche Konstante nach ihm benannt. Der ebenfalls nach ihm benannte Blochraum besteht aus allen in der komplexen Einheitskreisscheibe {\displaystyle \mathbb {D} } holomorphen Funktionen {\displaystyle f},
für die
{\displaystyle \sup _{z\in \mathbb {D} }(1-|z|^{2})|f^{\prime }(z)|<\infty .}
Die Teilmenge der Funktionen {\displaystyle f},
für die
{\displaystyle \lim _{|z|\to 1}(1-|z|^{2})|f^{\prime }(z)|=0}
gilt, heißt auch kleiner Blochraum. In der auf Paul Montel zurückgehenden Theorie der normalen Familien ist das heuristische Blochsche Prinzip von Bedeutung.
Neben Arbeiten zur Funktionentheorie schrieb er auch Arbeiten z. B. zur Geometrie, Kinematik, Gleichungstheorie und Zahlentheorie. Er schrieb auch einen astronomischen Aufsatz über Ebbe und Flut, der aber verloren ging (nachdem Montel seine Publikation abgelehnt hatte), und Aufsätze über die Didaktik der Mathematik. Mit dem Staatspräsidenten Raymond Poincaré korrespondierte er über die Staatsfinanzen. Meist publizierte er im Bulletin des Sciences Mathématiques, das er auch abonnierte. Mit einem anderen zeitweise in Saint Maurice behandelten Mathematiker, G.Guillaumin, schrieb er ein Buch über Integralgeometrie, das 1949 mit einem Vorwort von Élie Cartan erschien.
Bloch bewies 1926 auch einen Satz über die Hyperbolizität der Untervarietäten komplexer Tori und stellte eine Vermutung auf, die ab den 1970er Jahren von Mark Green, Phillip Griffiths und in den 1990er Jahren von Michael McQuillan bewiesen wurde.
1948 erhielt er den Becquerel-Preis der Académie des sciences.

## Tatmotiv
Von seinem Arzt nach dem Grund für seine Bluttat befragt, antwortete Bloch am Ende seines Lebens, einen Tag nach dem Besuch seines dritten und jüngsten Bruders, von dem er sich über die verbliebene Familie unterrichten ließ: „Das ist eine Angelegenheit der mathematischen Logik. Es gab in meiner Familie Fälle von Geisteskrankheit. Die Vernichtung dieses Zweiges der Familie ergab sich wie von selbst. Ich begann meine Arbeit zur Zeit dieser berühmten Mahlzeit“ (zitiert im Aufsatz von Cartan, Ferrand). Als der Arzt gegen diese Argumentation Einwände erhob, meinte Bloch: „Sie benutzen eine emotionale Sprache. Zuoberst gibt es die Mathematik und ihre Gesetze. Sie wissen sehr wohl, dass meine Philosophie durch den Pragmatismus und den absoluten Rationalismus angeregt ist. Ich wandte das Beispiel und die Prinzipien der berühmten Mathematikerin Hypatia aus Alexandria an.“ Cartan und Ferrand meinen, dass Bloch hier auf eine Passage in der Romanbiografie Hypatias von Charles Kingsley anspielte, in der Hypatia beim Anblick eines Massakers in der Gladiatorenarena völlig ruhig bleibt und damit eine philosophische Gleichgültigkeit gegenüber dem Tod erkennen lässt, die sich aus dem Glauben an einen ewigen Kreislauf ergibt. Nach Henri Baruk (1897–1999, Direktor von Saint Maurice ab 1932) litt Bloch an einem „morbiden Rationalismus“: er habe den Teil seiner Familie beseitigt, den er für erblich mit Geisteskrankheiten belastet hielt.